# 汇丰路站
汇丰路站是台州市域铁路S1线的一个车站，位于中华人民共和国浙江省台州市椒江区洪家街道中心大道与汇丰路交叉口。该站于2022年12月28日启用。

## 车站结构
本站为路中高架三层两台四线侧式车站，车站总长140米。本站主体结构：一层为架空车行道，二层为站厅层，其上为承轨层，三层为站台层。

### 车站楼层
| 地上三层 | 侧式站台 | 侧式站台                                 | 侧式站台 | 侧式站台 |
|          | 一站台   | S1线 城南方向（下站：锦泰）              |          |          |
|          |          | S1线 城南方向越行线                      |          |          |
|          |          | S1线 台州火车站方向越行线                |          |          |
|          | 二站台   | S1线 台州火车站方向（下站：国博中心）    |          |          |
|          | 侧式站台 |                                          |          |          |
| 地上二层 | 站厅     | 售票机、客服中心、商店、警务室、安检设施 |          |          |
| 地面     | 出入口   |                                          |          |          |

### 站台
本站设有两个侧式站台，位于中心大道的上空。目前，因S1线尚未开行大站快车，本站三楼往台州火车站方向越行线上一直停靠着一辆备用车。

## 接驳交通
- 公交站点：大板桥村站
- 公交线路：905路（路桥短途南站-公交客运总站）、127路（西王-公交客运总站）[5]

## 历史
本站在规划和施工阶段名为洪家站。2022年6月29日，本站由“洪家站”更名为“汇丰路站”。

### 大事记
- 2020年5月3日3点30分，本站站厅层混凝土浇筑工作正式开始[7]。
- 2020年5月4日10点整，本站站厅层混凝土浇筑工作正式结束[7]。
- 2020年6月2日，本站主体框架结构1轴至4轴管线夹层顺利通过首件验收[8]。
- 2020年6月29日，本站一区10#至14#轴管线夹层梁、板顺利浇筑完成[9]。
- 2020年7月21日，以“加强车站预埋预留施工管理，确保预埋预留符合相关标准要求”为主题的观摩会在本站施工现场举行[10]。
- 2020年10月20日，本站二区首层梁、板混凝土浇筑施工完成[11]。
- 2020年11月3日，本站交通导改已顺利完工并正式通车[12]。
- 2020年12月1日，本站屋面钢结构梁完成首次吊装施工[3]。
- 2021年1月11日，本站钢结构连廊吊装完成[13]。
- 2021年1月21日，本站钢结构全部安装完成[14]。
- 2021年5月2日，本站实体检测验收工作顺利完成[15]。
- 2021年5月7日，本站屋面混凝土顺利浇筑完成[15]。
- 2021年5月25日，本站和银泰城站（现为国博中心站）土建施工工程率先完成验收移交工作[16]。